# Zwergwüstengecko
Der Zwergwüstengecko (Tropiocolotes steudneri) ist eine Geckoart, die von Algerien bis zum äußersten Südwestasien in Geröllwüsten verbreitet ist. Tropiocolotes steudneri ist ein nachtaktiver Bodenbewohner, der den Tag unter Steinen verborgen verbringt. Sie geben gelegentlich fiepende Töne von sich. Der Zwergwüstengecko wurde von Hermann Steudner entdeckt und nach ihm benannt. 

## Beschreibung
Tropiocolotes steudneri erreicht eine maximale Gesamtlänge von sieben bis neun Zentimeter. Die Rückenschuppen sind glatt oder nur schwach gekielt und geschindelt, die Bauch- und Kehlschuppen glatt. Um die Rumpfmitte zählt man etwa 50 Schuppen. Sie haben eine hell- bis dunkelgelbe Färbung mit brauner Musterung.